# Perlas de Baily

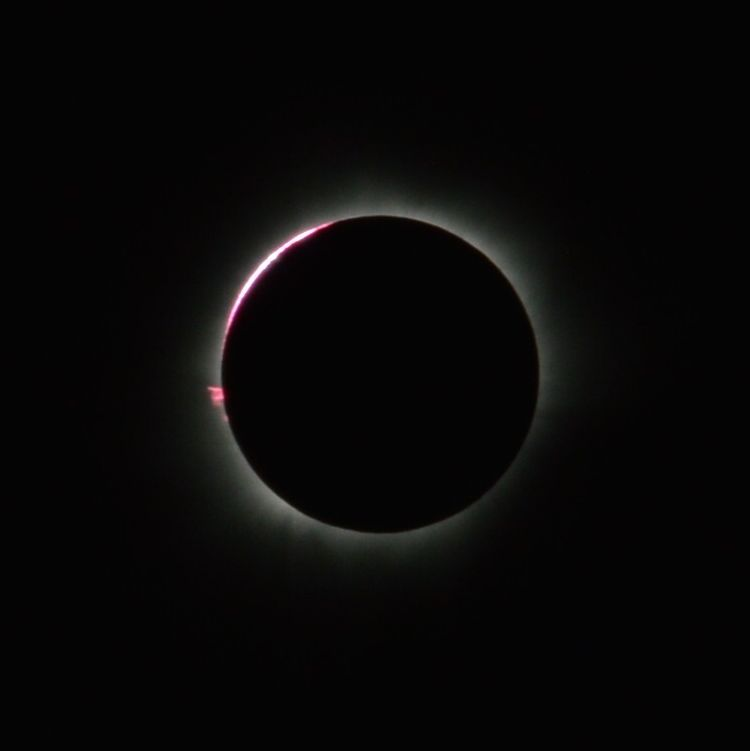
Eclipse total de Sol en 2016

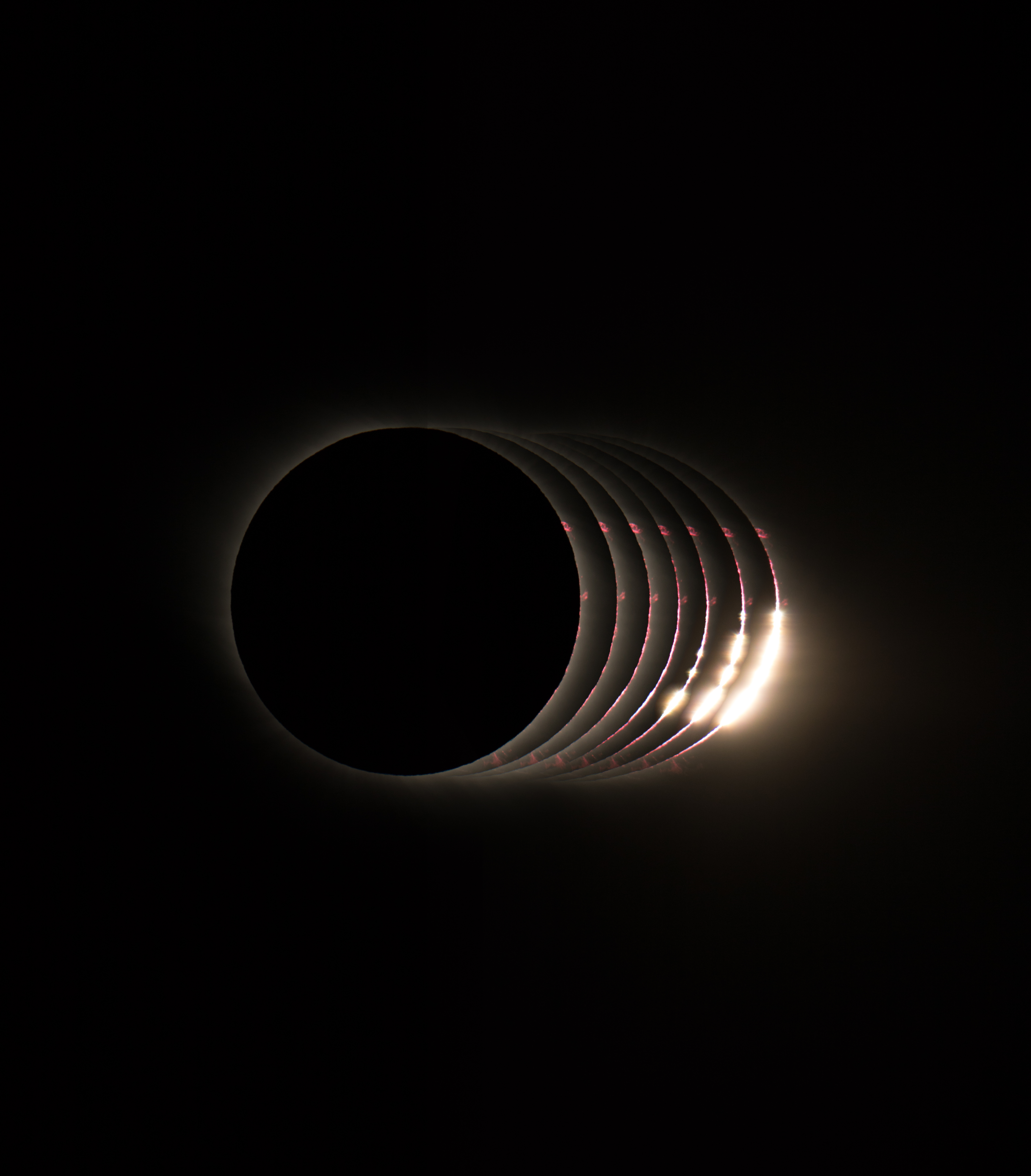
Baily's Beads. Eclipse total de sol en 2019. Vicuña, Chile.

Las perlas de Baily o glóbulos de Baily son una cadena de puntos brillantes de luz que aparecen alrededor de la Luna en los momentos anteriores y posteriores a un eclipse solar total. Están causados por la luz solar que brilla a través de las montañas lunares.
Descritas por Francis Baily en el eclipse solar de 1836, las perlas de Baily son pequeños resplandores puntuales que se observan alrededor del disco solar durante los eclipses totales de Sol y producidos al atravesar la luz solar, procedente del primer o último fragmento de la fotosfera, los valles y huecos del irregular limbo lunar. Solo son visibles durante la fase de totalidad. Se les denomina también anillos de diamantes o cuentas de Baily.
Cronometrar y observar con precisión los momentos del contacto de las primeras y últimas perlas tiene un gran valor científico, pues permite reconstruir con precisión el perfil de la Luna.